# М-30
122-мм гаубица образец 1938 г. (М-30)  е съветска буксируема артилерийска система с ръчно зареждане.

## История и конструкция
Близо 20 000 такива оръжия са произведени серийно в периода от 1940 до 1955 г. М-30 е основната гаубица на Червената армия по време на Втората световна война. Използвана е също и от други армии в многобройни конфликти.
М-30 постъпва на въоръжение в Българската армия през 1946 г. През 1999 г. България дарява на Република Македония 108 броя 122 мм гаубици М-30 и 108 единични бойни комплекта бойни припаси за тях, както и танкове. През 2007 г. България разполага със 195 броя М-30. Тази гаубица вече е снета от въоръжение, но и през 2025 г. продължава да се използва от Националната гвардейска част на България за артилерийски салюти при посрещане на чуждестранни държавни глави, при честване на Националния празник и в други случаи, определени със заповед на Министъра на отбраната.
Артилерийската система има обща дължина 8600 мм, калибър – 121,92 мм, маса в походно положение  – 3100 кг, широчина – 1975 мм, височина – 1820 мм, хоризонтален ъгъл на обстрела (в градуси) – 49°, вертикален ъгъл на обстрела – от −3° до +63,3°, максимално допустима скорост – 50 км/ч.
Артилерийски разчет от 8 души може да постигне скорострелност до 6 изстрела в минута.

## Боеприпаси
Снарядът и метателният заряд в месингова гилза се зареждат отделно. Максималната далекобойност на осколочно-фугасните снаряди с маса 21,760 кг е 11 800 м, а на кумулативните снаряди с маса 14,83 кг – 4 000 м.

## Оператори (към 2024 г.)
- Алжир — 60

- Бангладеш – 57

- Боливия – 36

- Виетнам – известно количество

- Гвинея-Бисау – известно количество

- Република Конго – известно количество

- Египет – 300

- Иран – 100

- Камбоджа – известно количество

- КНДР – известно количество

- Киргизстан – 35

- Куба – известно количество

- Лаос  – 20

- Ливан – 26

- Молдова – 16

- Монголия – известно количество

- Нигер — 12

- Пакистан — 490

- Русия – около 2000 (на съхранение)

- Румъния – 96

- Северна Македония – 56

- Сирия – известно количество

- Судан – известно количество

- Танзания – 80

- Уганда – известно количество

- Етиопия – 200